# Hennezis
Hennezis est une commune française située dans le département de l'Eure en région Normandie.
Ses habitants sont appelés les Aniseyens, Aniseyennes.

## Géographie

### Localisation
| Les Andelys |                      | Guiseniers        |
| Bouafles    | Hennezis             | Mézières-en-Vexin |
| Port-Mort   | Notre-Dame-de-l'Isle | Mézières-en-Vexin |

### Hydrographie
La commune est située dans le bassin Seine-Normandie. Elle n'est drainée par aucun cours d'eau,.

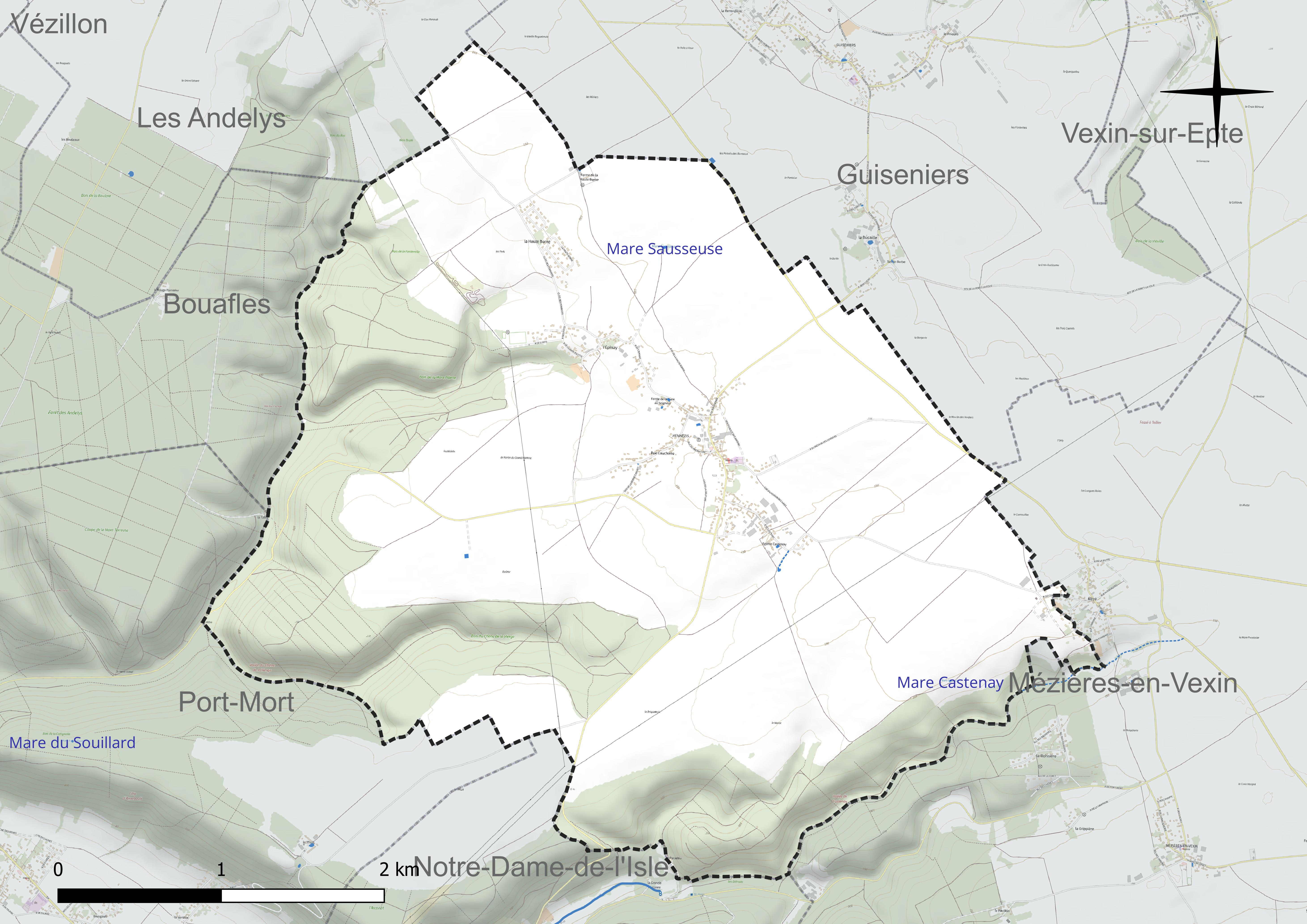
Réseau hydrographique d'Hennezis.

Deux plans d'eau complètent le réseau hydrographique : la mare Castenay (0 ha) et la mare Sausseuse (0 ha),.

### Climat
Pour des articles plus généraux, voir Climat de la Normandie et Climat de l'Eure.
En 2010, le climat de la commune est de type climat océanique dégradé des plaines du Centre et du Nord, selon une étude du CNRS s'appuyant sur une série de données couvrant la période 1971-2000. En 2020, Météo-France publie une typologie des climats de la France métropolitaine dans laquelle la commune est exposée à un climat océanique et est dans une zone de transition entre les régions climatiques « Sud-ouest du bassin Parisien » et « Côtes de la Manche orientale ». Parallèlement le GIEC normand, un groupe régional d’experts sur le climat, différencie quant à lui, dans une étude de 2020, trois grands types de climats pour la région Normandie, nuancés à une échelle plus fine par les facteurs géographiques locaux. La commune est, selon ce zonage, exposée à un « climat des plateaux abrités », correspondant aux plaines agricoles de l’Eure, avec une pluviométrie beaucoup plus faible que dans la plaine de Caen en raison du double effet d’abri provoqué par les collines du Bocage normand et par celles qui s’étendent sur un axe du Pays d'Auge au Perche.
Pour la période 1971-2000, la température annuelle moyenne est de 10,1 °C, avec  une amplitude thermique annuelle de 14,1 °C. Le cumul annuel moyen de précipitations est de 735 mm, avec 11,5 jours de précipitations en janvier et 8,2 jours en juillet. Pour la période 1991-2020, la température moyenne annuelle observée sur la station météorologique la plus proche, située sur la commune de Muids à 13 km à vol d'oiseau, est de 12,0 °C et le cumul annuel moyen de précipitations est de 609,1 mm,. Pour l'avenir, les paramètres climatiques de la commune estimés pour 2050 selon différents scénarios d’émission de gaz à effet de serre sont consultables sur un site dédié publié par Météo-France en novembre 2022.

## Urbanisme

### Typologie
Au 1er janvier 2024, Hennezis est catégorisée commune rurale à habitat dispersé, selon la nouvelle grille communale de densité à 7 niveaux définie par l'Insee en 2022.
Elle est située hors unité urbaine. Par ailleurs la commune fait partie de l'aire d'attraction de Paris, dont elle est une commune de la couronne,. 

### Occupation des sols
L'occupation des sols de la commune, telle qu'elle ressort de la base de données européenne d’occupation biophysique des sols Corine Land Cover (CLC), est marquée par l'importance des territoires agricoles (65,2 % en 2018), en diminution par rapport à 1990 (67,2 %). La répartition détaillée en 2018 est la suivante : 
terres arables (65,2 %), forêts (29,7 %), zones urbanisées (5,2 %). L'évolution de l’occupation des sols de la commune et de ses infrastructures peut être observée sur les différentes représentations cartographiques du territoire : la carte de Cassini (XVIIIe siècle), la carte d'état-major (1820-1866) et les cartes ou photos aériennes de l'IGN pour la période actuelle (1950 à aujourd'hui).

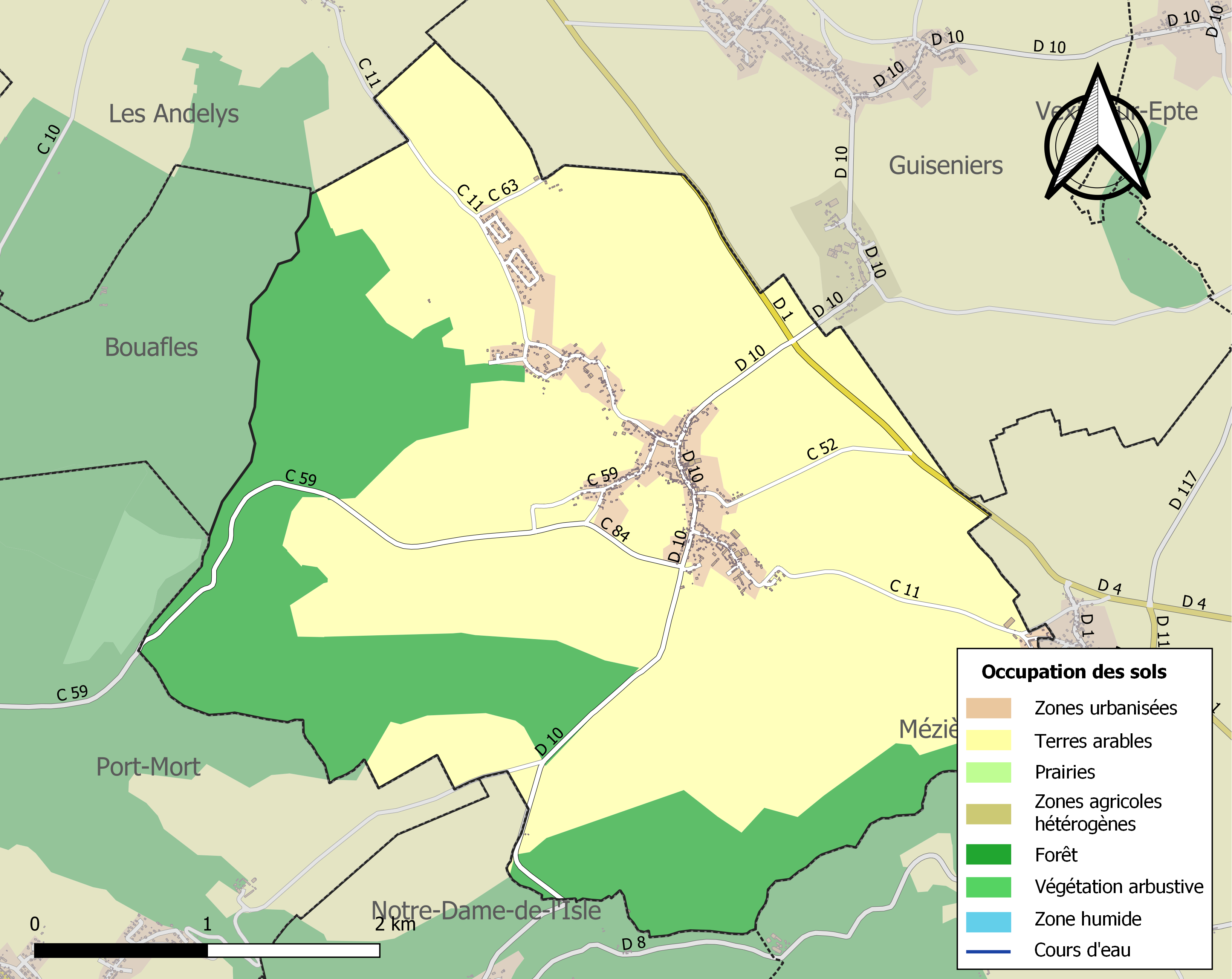
Carte des infrastructures et de l'occupation des sols de la commune en 2018 (CLC).

## Toponymie
Le nom de la localité est attesté sous les formes Anisiacum en 860 ; Annisei et Anisey en 1025 ; Haneiseis et In Hanisiisen 1060 ; Anisey (charte de Guillaume le Conquérant) et Hanisies en 1079 ; Hanisiæ, Aunisey et Annisey en 1174, Hennesis en 1801 ; Haneseie en 1200 ; Haneziæ en 1201, Hanasies en 1214, Hanisies en 1230 (cart. de Jumiéges) ; Hanesis en 1437 (comptes de l’archev.) ; Hannesis et Hannezis en 1579 (arch. nat.) ; Hennesis en 1738.

## Politique et administration
| Période                                  | Période   | Identité           | Étiquette | Qualité  |
| ---------------------------------------- | --------- | ------------------ | --------- | -------- |
| Les données manquantes sont à compléter. |           |                    |           |          |
| avant 1981                               | ?         | Pierre Quillet     |           |          |
| mars 2001                                | mars 2008 | Marceline Bertrand |           |          |
| mars 2008                                | mars 2014 | Élisabeth Thirouin |           |          |
| mars 2014                                | En cours  | Marceline Bertrand |           | Employée |

## Démographie
L'évolution du nombre d'habitants est connue à travers les recensements de la population effectués dans la commune depuis 1793. Pour les communes de moins de 10 000 habitants, une enquête de recensement portant sur toute la population est réalisée tous les cinq ans, les populations de référence des années intermédiaires étant quant à elles estimées par interpolation ou extrapolation. Pour la commune, le premier recensement exhaustif entrant dans le cadre du nouveau dispositif a été réalisé en 2005.

En 2022, la commune comptait 749 habitants, en évolution de −4,59 % par rapport à 2016 (Eure : −0,25 %, France hors Mayotte : +2,11 %).
| 1793 | 1800 | 1806 | 1821 | 1831 | 1836 | 1841 | 1846 | 1851 |
| ---- | ---- | ---- | ---- | ---- | ---- | ---- | ---- | ---- |
| 706  | 720  | 731  | 761  | 729  | 648  | 601  | 604  | 585  |

| 1856 | 1861 | 1866 | 1872 | 1876 | 1881 | 1886 | 1891 | 1896 |
| ---- | ---- | ---- | ---- | ---- | ---- | ---- | ---- | ---- |
| 541  | 559  | 534  | 518  | 523  | 481  | 516  | 526  | 532  |

| 1901 | 1906 | 1911 | 1921 | 1926 | 1931 | 1936 | 1946 | 1954 |
| ---- | ---- | ---- | ---- | ---- | ---- | ---- | ---- | ---- |
| 467  | 495  | 467  | 410  | 396  | 353  | 381  | 428  | 407  |

| 1962 | 1968 | 1975 | 1982 | 1990 | 1999 | 2005 | 2006 | 2010 |
| ---- | ---- | ---- | ---- | ---- | ---- | ---- | ---- | ---- |
| 398  | 389  | 378  | 539  | 769  | 750  | 775  | 772  | 763  |

| 2015 | 2020 | 2022 | - | - | - | - | - | - |
| ---- | ---- | ---- | - | - | - | - | - | - |
| 783  | 762  | 749  | - | - | - | - | - | - |

## Culture locale et patrimoine

### Lieux et monuments
- Église Saint-Pierre[21]
- Manoir de l'Épinay[22]
- Manoir de la Mare aux Seigneurs[23]

### Héraldique
| Blason de Hennezis | Blason  | Écartelé: au 1er d’argent au lion de gueules couronné d’or ; au 2e d’argent à la croix de gueules cantonnée de quatre lionceaux, deux de sable en chef et deux d’azur en pointe ; au 3e d’argent à trois fusées de sable ; au 4e d’argent à trois fasces de gueules et trois merlettes de sable rangées en chef ; sur le tout, d’argent au chêne au naturel et à la gerbe de blé d’or brochant sur le tronc. |
| Blason de Hennezis | Détails | Le statut officiel du blason reste à déterminer. |